# アップロード
アップロード (Upload) は接続されたコンピュータ間に存在するデータ（ファイルなど）を下流ノードから上流ノードへ転送する事をさす。日本語では「上げる」という言い換え方もある。また、これを送信と言い換えることもあるが、上流ノードの指示で下流ノードから上流ノードへ転送するアップロードは受信である。対義語としてはダウンロードが挙げられる。もともと「ロード(load)」と言う単語自体にデータ転送の意味があり、それに付随してこの語が派生して使われている。

## 概要
この概念は、パソコン通信が使われ始めた1970年代後半 - 1980年代（日本では1980年代中盤）より使われるようになってきた。当時のコンピュータネットワークは「ホストコンピュータ→端末」という関係がはっきりしていたため、「上流→下流」ないしは「上り→下り」の範疇で扱われた。
しかしインターネットともなると中継が幾つも入るためにこの関係はやや曖昧となり、P2P通信に代表されるような本来は双方向通信に在っても、一方的に大きなデータ量を相手側に送りつける状態を指してアップロードと呼ぶ傾向も見られる。
本来は通信上において「サーバ側に端末側からまず受信要求を行い、そのサーバから来た送信請求に応じて端末側からデータを送信する」という形態を取るが、受信要求や送信請求はユーザーに意識されないため、単に情報（データ）を自分のパソコンや端末機から送信する行為を指してアップロードと呼ぶ傾向も見られる。
元々は電子掲示板に書き込んだり、電子メールを送信したりする行為も、これらサービスを提供するサーバへのアップロードであるが、今日ではデータの集合であるファイルを送信する行為をアップロード・受信する行為をダウンロードと呼び、これは先に挙げたP2P通信でも同様の傾向も見られる。
これらアップロードでは、特にサーバにファイルなどのデータを送信、これを一般の不特定多数がアクセス可能な状態に置くことも可能である。

## 電子掲示板への文章のアップロード
また電子掲示板は自分の書いた内容をアップロードする事で、即座に第三者の閲覧が可能な状態にする事ができるが、これに絡む問題も数多く発生している。
荒らし行為や脅迫・誹謗中傷などの形で取り沙汰された事例を挙げるまでも無く、利用者間では匿名であるからと無節操にアップロードする行為も問題とされる。事件性に関連しては2ちゃんねるの項を参照。また、かつて「アップロード」のインターネットスラングとして「うp」が使われたが、2017年頃までには、ほぼ廃れた。

## 問題視されるアップロードの例
アップロードする事で、誰でもインターネットを通じて情報を第三者に公開・提供することができるが、その送信コンテンツの著作権やこれに付随する送信可能化権を持たないものであって、他人が著作権等を所有するものを無断でアップロード及び一般に公開する行為は、一般的には著作権侵害（送信可能化権の侵害）となる。
著作権侵害以外でも、アップロードするファイルの内容によっては違法行為となる場合があり、警察によるP2P監視システムを利用したサイバーパトロールや一斉検挙により、検挙されるものが後を絶たない。
実際、日本において、2013年にファイル共有ソフト関連で検挙された者の内訳は、著作権関連が66%、猥褻物陳列が19%、児童ポルノ禁止法違反が15%となっている。
特に日本では1990年代後半にWarez（不正コピーソフト）問題に絡み、サーバ上に一般不特定多数からアクセス可能な状態に市販されていたアプリケーションソフトウェアのコピーをアップロードした人が逮捕・有罪となっている。
また著作権法における非親告罪化に関して、「TPP関連法案国会審議」に基づく同法の改正案が可決成立し、非親告罪化規定が、TPP11協定発効日である2018年（平成30年）12月30日から施行される事が決定した。

### ダウンロード側の責任
日本では、2010年1月1日に施行された著作権法の改正により、違法と知りながら著作物または実演等をダウンロードする事自体が違法（著作権侵害）となった。さらに2012年10月1日には改正著作権法により一般に市販されている商用の著作物または実演等（有償著作物等）である音声及び映像に関して、違法コンテンツと知りながらダウンロードする行為に刑事罰が科される事となった。
ただし、本改正では動画共有サイト（YouTubeなど）で再生時にPC機器に一時的に保存されるキャッシュについては、ダウンロード違法化の対象外とされている。そのため、違法アップロードされた動画をストリーミング再生で視聴しただけでは罪には問われない。